# Dlažkovice
Dlažkovice (deutsch Dlaschkowitz) ist eine Gemeinde im Okres Litoměřice des Ústecký kraj, Tschechien.

## Geschichte
Die erste urkundliche Erwähnung von Dlaschkowitz geht auf das Jahr 1057 zurück.
In Dlaschkowitz war von 1941 bis 1943 ein KZ-Sammellager für Juden, die vor allem aus Nordböhmen hierher gebracht wurden, um sie dann weiter nach Theresienstadt zu transportieren.

## Sehenswürdigkeiten
Die Kirche aus dem Jahr 1675 wurde erbaut nach Plänen von Giulio Broggio (1628–1718), einem Architekten und Baumeister italienischer Herkunft.

## Söhne und Töchter
- Friedrich von Schönborn (1841–1907), österreichischer Politiker